# ماکاروفسکایا (شهرستان نیاندومسکی، استان آرخانگلسک)
ماکاروفسکایا (به لاتین: Makarovskaya) یک منطقهٔ مسکونی در روسیه است که در استان آرخانگلسک واقع شده‌است.